# Michael Schenker Group
Die Michael Schenker Group (früher meistens The Michael Schenker Group), kurz MSG, ist eine 1979 ins Leben gerufene Hard-Rock-Band. Ihr Gründer und Namensgeber ist der zuvor in den Bands UFO und Scorpions tätig gewesene deutsche Gitarrist Michael Schenker, der zugleich einzige Konstante der sonst von einem häufigen Mitgliederwechsel geprägten Gruppe ist. Tatsächlich handelt es sich um ein Soloprojekt Schenkers, bei dem sein Gitarrenspiel im Vordergrund steht. Nachdem er die Gruppe 1985 aufgelöst hatte, gründete er sie 1996 neu. Der Stil ist ein in den 1980er Jahren verwurzelter melodiöser Hard Rock, der bis heute im Grunde unverändert fortgeführt wird. Das prägnante Band-Logo besteht aus den ineinander verschlungenen Buchstaben M, S und G, den Initialen des Bandnamens, die dabei Michael Schenkers Markenzeichen, die Flying V-Gitarre, festhalten.

## Geschichte

### Phase 1: 1979 bis 1985
Nach dem Ausstieg bei seiner vormaligen Band UFO und einem kurzen Gastspiel bei den Scorpions gründete Michael Schenker 1979 eine eigene Band, in der er keine Kompromisse mehr eingehen musste. Nachdem er zunächst mit Geddy Lee und Neil Peart von Rush zusammengearbeitet hatte, gehörten zur Gründungsbesetzung außer ihm noch der Bassist Billy Sheehan und der Schlagzeuger Denny Carmassi (später Whitesnake) sowie der damals unbekannte Sänger Gary Barden. Die Besetzung, die mehrere (auf der remasterten Version des Debütalbums von 2009 veröffentlichte) Demos einspielte, hielt jedoch nur einen Monat. Dann verschwand Schenker plötzlich und ließ seine Band ratlos zurück. Als er einige Monate später weitermachen wollte, hatten seine Band-Kollegen Sheehan und Carmassi keine Lust mehr. Schenker machte mit Barden weiter und rekrutierte daraufhin eine neue Band aus den Studiomusikern Simon Phillips (Schlagzeug, später Toto), Mo Foster (Bass) und Don Airey (Keyboards, Ex-Rainbow, seit 2002 Deep Purple). (Zur selben Zeit bildeten Phillips und Foster die Rhythmus-Sektion bei Jeff Beck, mit dem sie das Album There and Back aufnahmen.) In dieser Besetzung wurde das 1980 erschienene erste Album The Michael Schenker Group eingespielt und vom Rainbow- und Deep-Purple-Bassisten Roger Glover produziert. Die Studiomusiker standen jedoch für die anschließende Tournee nicht zur Verfügung, so wurden sie durch den Schlagzeuger Cozy Powell (Ex-Rainbow), den Bassisten Chris Glen (Ex-Sensational Alex Harvey Band) und den Keyboarder und Gitarristen Paul Raymond ersetzt. Mit letzterem hatte Michael Schenker bereits von 1977 bis 1978 bei UFO zusammengespielt. Diese Band-Inkarnation wird vielfach als die stärkste angesehen. Auch das einzige in dieser Besetzung 1981 eingespielte Studio-Album „MSG“, das viele Live-Klassiker enthält, halten viele für das beste Album der Gruppe. Das neue Bandgefühl wurde dadurch dokumentiert, dass die gesamte Band auf dem Cover abgebildet wurde und nicht – wie noch beim Debüt – nur der Namensgeber der Gruppe. Als Gäste wirkten Paul McCartney, Stephen Stills und Billy Nicholls mit. Produziert wurde die Platte von Ron Nevison, bekannt durch seine Arbeiten mit Led Zeppelin, The Who, Bad Company sowie mit UFO, wo er bereits zusammen mit Michael Schenker gearbeitet und die Klassikeralben Lights Out, Obsession und die Live-Doppelplatte Strangers in the Night produziert hatte. Nachträglich wurde das vor Erscheinen des Studio-Albums „MSG“ in derselben Besetzung eingespielte Live-Album One Night at Budokan, das zunächst nur für den japanischen Markt vorgesehen war, weltweit veröffentlicht.
Von langer Dauer war diese Band-Formation trotzdem nicht. Auf Betreiben des Managements und Cozy Powells wurde Gary Barden 1982 entlassen, um durch einen besseren und bekannteren Sänger ersetzt zu werden. Als neuer Sänger standen David Coverdale von Whitesnake und Graham Bonnet, der mit Airey und Powell bei Rainbow zusammengespielt hatte, zur Auswahl. Schenker entschied sich gegen den Willen seines Managers Peter Mensch für Bonnet. Während der Aufnahmen zur nächsten Platte verließen zuerst Raymond und dann Powell (letzterer Richtung Whitesnake) die Band. An ihrer Stelle stießen der Schlagzeuger Ted McKenna und der Keyboarder Tommy Eyre, die Chris Glen von der Sensational Alex Harvey Band nachfolgten, zur Gruppe. Zusammen veröffentlichte man 1982 das von der Kritik positiv aufgenommene und vom renommierten Martin Birch produzierte Album Assault Attack. Nach einem desaströsen Aufwärmkonzert wegen eines sturzbetrunkenen Bonnets, der Schenker zwei Tage vor dem Reading-Festival auf der Bühne so schwer blamierte, dass er umgehend gefeuert und durch seinen Vorgänger Gary Barden ersetzt wurde. Dieser eignete sich in der kurzen Vorbereitungszeit das neue Band-Repertoire an, so dass das Konzert in Reading erfolgreich als Headliner absolviert werden konnte.
1983 erschien das Album Built to Destroy. Der Band gehörten zu diesem Zeitpunkt der neue Keyboarder Andy Nye und der früherer Ted-Nugent-Gitarrist und Background-Sänger Derek St. Holmes an, der zum vollwertigen Bandmitglied befördert wurde. St. Holmes war schon auf der vorhergehenden Tournee als zweiter Gitarrist dabei, der „unsichtbar“ hinter den Verstärkertürmen die Rhythmus-Gitarre spielte. Das Album enthielt wegen seines schlechten Mixes vernichtende Kritiken. Der schlechte Mix war auch schon Schenker aufgefallen, der daraufhin in den Vereinigten Staaten einen Remix in Auftrag gegeben hatte. Zu seiner Überraschung war der Originalmix jedoch schon veröffentlicht worden. Der Remix erschien bis 2009 nur in den Vereinigten Staaten; erst 2009 wurden beide Versionen als Remaster-Aufnahmen zusammen veröffentlicht. 1983 unternahm die Band, zum Teil zusammen mit Iron Maiden, eine ausgedehnte Tournee, die im folgenden Jahr mit dem Album Rock Will Never Die dokumentiert wurde. Mit dieser Live-Scheibe konnte die Band erstmals in Deutschland für vier Wochen mit dem Spitzenplatz 58 einen Charts-Rang erlangen. Wegen bandinterner Differenzen verließen 1985 Barden und Glen die Band, daraufhin löste Schenker seine Gruppe frustriert auf und gründete stattdessen, zusammen mit dem irischen Sänger Robin McAuley, die unter demselben Logo firmierende McAuley Schenker Group.

### Phase 2: 1996 bis 2007
Nachdem Michael Schenker 1995 seine Zusammenarbeit mit UFO auffrischte, gründete er 1996 auch die Michael Schenker Group neu. Im selben Jahr wurde das Comeback-Album Written in the Sand veröffentlicht. MSG bestand zu dieser Zeit neben Michael Schenker aus dem Sänger Leif Sundin, dem Bassisten Barry Sparks und dem Schlagzeuger Shane Gaalaas. Gastkeyboarder war Claude Gaudette. Im darauf folgenden Jahr erschien das Live-Album The Michael Schenker Story Live zum 25-jährigen Jubiläum der Musikaufnahmen Michael Schenkers. Sowohl Written in the Sand als auch The Michael Schenker Story Live wurden wieder vom renommierten Ron Nevison produziert. Mittlerweile war Seth Bernstein als Keyboarder und zweiter Gitarrist sowie David VanLanding (1964–2015) als zweiter Sänger zur Band gestoßen. MSG führt auf The Michael Schenker Story Live nicht nur eigene Stücke auf, sondern auch Titel aus allen Schaffensperioden von Michael Schenker und von Bands, bei denen er gespielt hatte. Das Album gab es als Fanclub-Ausgabe per Mailorder mit zwei zusätzlichen Liedern und der Bonus-Platte Live with the Enervates, das Schenkers Vater bei einem der allerersten Auftritte des damals 11-Jährigen mitgeschnitten hatte. 1999 kam die Scheibe The Unforgiven, die bis auf Platz 92 der deutschen Albumcharts vordrang, auf den Markt. Mittlerweile war Kelly Keeling der amtierende Sänger und John Onder der neue Bassist. Bei der anschließenden Tournee war Barry Sparks zur Band zurückgekehrt und Kelly Keeling durch Keith Slack sowie Seth Bernstein durch Wayne Findlay ersetzt worden. Auf dieser Tournee wurden im Mai 1999 in Kalifornien/USA drei Konzerte im The Edge in Palo Alto mitgeschnitten, aus denen die im selben Jahr erschienene doppelte Live-CD The Unforgiven World Tour resultierte, mit Kelly Keeling als Gastsänger in sieben Liedern.
Das Jahr 2001 markierte einen Einschnitt. Schenker wechselte die gesamte Band aus. Neben ihm gehörten der Gruppe nun der Schlagzeuger Jeff Martin, mit dem Schenker zuvor bei UFO zusammenspielte, der Sänger Chris Logan und der Bassist „Rev“ James Jones an. Man brachte das Album Be Aware of Scorpions heraus, das erste der Bandgeschichte ohne Beteiligung eines Keyboarders. Im Jahr 2003 übernahm „Stu“ Stuart Hamm den Bass und Jeremy Colson das Schlagzeug. Diese Besetzung veröffentlichte im selben Jahr das Album Arachnophobiac. Sie zerfiel jedoch schon vor der anschließenden Tournee 2004, die mit den Rückkehrern „Rev“ James Jones und Wayne Findlay sowie dem neuen Schlagzeuger Pete Holmes bestritten wurde.
2005 erschien unter dem Namen Michael Schenker Group das Album Heavy Hitters, das ausschließlich Coverversionen bekannter Rocksongs enthält. Es handelt sich dabei nicht um ein offizielles MSG-Album, vielmehr wurde es gegen den Willen von Schenker von Bob Kulick und Brett Chassen als MSG-Album veröffentlicht. Die einzige Verbindung zu MSG besteht darin, dass Michael Schenker bei allen Liedern Gitarre spielt und Gary Barden bei einem Titel singt. Im selben Jahr begannen die Aufnahmen für das 2006 veröffentlichte Album Tales of Rock ’N’ Roll – Twenty-Five Years Celebration, mit dem Michael Schenker das 25-jährige Bestehen von MSG feierte. Die Besetzung der Band hatte sich wiederum komplett geändert. Nur Schenker und Findlay waren geblieben. Der frühere Schlagzeuger Jeff Martin kehrte zurück. Die Gruppe wurde ergänzt durch den finnischen Sänger Jari Tiura und Michael Schenkers langjährigen Weggefährten bei UFO, den Bassisten Pete Way. Die Besonderheit des Albums besteht darin, dass alle früheren MSG-Sänger sowie Robin McAuley als Gastsänger mitwirken.

### Phase 3: seit 2008
2008 wurde die Band wieder radikal verändert. Erneut blieben nur Schenker und Findlay. Doch schloss sich ein Kreis, da Schenker das Album „In The Midst Of Beauty“ (Platz 78 in den deutschen Albumcharts) ohne Beteiligung Findlays zusammen mit Gary Barden, Simon Phillips, Don Airey und dem Bassisten Neil Murray (ex-Whitesnake) einspielte. Damit war fast wieder die Besetzung des ersten Albums zusammen. Wie schon 1980 standen Phillips, Airey und auch Murray für die Tournee nicht zur Verfügung, so dass sich die Zusammenarbeit erneut nur auf ein Studioalbum beschränkte. Als „Michael Schenker Group“-Platte kann und soll man diese Scheibe mit ruhigem Gewissen durchgehen und hier stehen lassen, doch richtigerweise muss erwähnt werden, dass dieses Album, zwar wie gehabt, mit dem MSG-Logo veröffentlicht wurde, jedoch unter dem Bandnamen MSG Schenker-Barden. Die Geschichte wiederholte sich ein drittes Mal, indem Chris Glen für die Tournee als Bassist zur Band stieß. Für Phillips kam Chris Slade (Ex-AC/DC). Findlay gehörte der Band ohnehin noch an und spielte wieder die Keyboards und die zweite Gitarre. Im August 2008 übernahm ausgerechnet Ted McKenna bei den Japan-Konzerten das Schlagzeug von Chris Slade. Damit wurde die Entwicklung der Band von 1980 bis 1982 im Jahr 2008 beinahe wiederholt. 2009 wurde die Gruppe erneut umgestellt. Mit den Rückkehrern James Jones am Bass und Pete Holmes am Schlagzeug war nun, mit Ausnahme des Sängers Gary Barden, wieder die Band-Inkarnation von 2004 am Start. Doch auch diese währte nur kurz. Bei den Auftritten im September 2009 übernahmen wieder Chris Glen den Bass und Chris Slade das Schlagzeug.
Für die 2010 unter dem Titel 30th Anniversary Tour durchgeführte Tournee ist der Bass zunächst erneut mit Neil Murray und das Schlagzeug abermals mit Simon Phillips besetzt und somit die Entwicklung der Band von 2008 bis 2009 wieder umgekehrt worden. Im Verlauf der Tour haben Schenker, Barden und Findlay jedoch mit verschiedenen Musikern zusammengearbeitet. Am Schlagzeug haben sich Simon Phillips, Carmine Appice, Chris Slade und Pete Holmes abgewechselt, der Bass ist wechselweise von Chris Glen, Reverend Jones, Neil Murray und Elliott „Dean“ Rubinson (dem 2017 verstorbenen Inhaber von „Dean Guitars“) bedient worden. Bei der 30th Anniversary Shepperds Bush Empire-Show am 2. Juni 2010 in London ist es zudem zu Gastauftritten von Herman Rarebell (Ex-Scorpions) und Doogie White (Ex-Rainbow) gekommen. Im selben Jahr veröffentlichte die Band einen Mitschnitt vor der Tour unter dem Albumtitel The 30th Anniversary Concert Live in Tokyo, der Rang 81 der deutschen Albumcharts belegte.

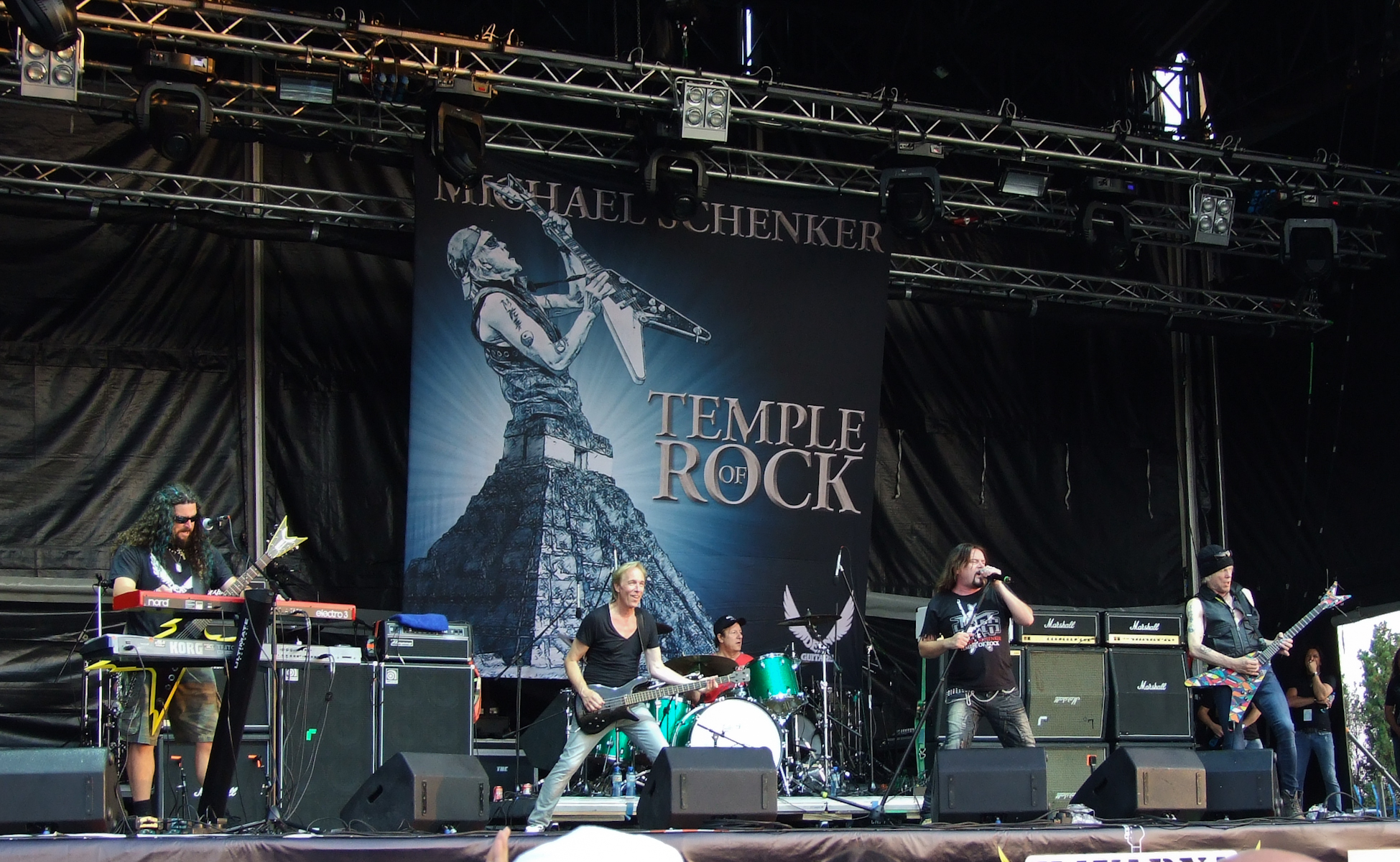
Michael Schenker Group beim Kavarna Rock Fest 2012

Ab 2013 widmete sich Schenker ausschließlich seinen Projekten Michael Schenker’s Temple of Rock und Michael Schenker Fest. Er unterschrieb 2017 einen neuen Plattenvertrag beim Musiklabel im Heavy-Metal-Bereich Nuclear Blast aus Donzdorf/Baden-Württemberg. Seine erste hier erschienene CD war Resurrection im Jahre 2018 mit der Band Michael Schenker Fest. Das im Mai 2022 veröffentlichte Studio-Album Universal, erschien beim neu gegründeten deutschen Label von Markus Staiger Atomic Fire.
Am 11. August 2020 gab Michael Schenker auf seiner Internet-Seite bekannt, dass am 29. Januar 2021 eine neue MSG-Platte, mit jede Menge renommierten Musikern an Bord veröffentlicht würde. Der Titel lautet Immortal. Das Album enthält 10 Songs, darunter eine Neuaufnahme von In Search of the Peace of Mind, das erste Lied das Michael 1970 im Alter von nur 15 Jahren für die erste Scorpions-LP Lonesome Crow schrieb. Auch Immortal wird mit dem MSG-Logo veröffentlicht, doch wieder nicht unter dem Bandnamen „(The) Michael Schenker Group“, sondern lediglich als „Michael Schenker“. Laut Schenker steht der Albumtitel Immortal („unsterblich“) für seine von ihm, seit 1970 als Fünfzehnjähriger, geschriebene Musik. Der Untertitel der Platte lautet, im selben Kontext Michael Schenker 50th Anniversary, um sein 50-jähriges Jubiläum als Komponist zu feiern.
Am 17. November 2020 kündigte Schenker für 2021 eine Europa-Tournee (9 Konzerte), unter dem Motto der neuen Platte „Michael Schenker 50th Anniversary – Immortal“, mit der aktuellen „MSG/Michael Schenker Group“-Besetzung an. Diese fand jedoch aufgrund der COVID-19-Pandemie lediglich vom 28. bis 31. Oktober 2021 (4 Konzerte) in England, mit Ronnie Romero als Sänger, statt. Diese Konzerte wurden vom „Special Guest“ Doro im Vorprogramm eröffnet.
Ende Mai 2022 veröffentlichte Michael Schenker, mit Sänger Ronnie Romero als Hauptsänger, sein Studio-Album Universal, mit u. a. dem Gastmusiker Michael Kiske von Helloween, der das Lied A King Has Gone singt, eine Hommage an den verstorbenen Sänger Ronnie James Dio.
Ronnie Romero wurde aus Termingründen durch Robin McAuley 2022 auf der Universal-Europa-Tour ersetzt (wie das Foto ganz oben rechts zeigt). Dann Mitte 2023 teile Romero Schenker mit, dass er nicht mehr für seine Band zur Verfügung stehen würde, seitdem ist McAuley wieder bei allen Live-Auftritten fürs Singen zuständig.

## Wissenswertes
Einer der größten Live-Klassiker der Band ist das Lied Attack of the Mad Axeman. Bei diesem doppeldeutigen Titel könnte es sich sowohl um einen verrückten Holzfäller als auch um einen verrückten Gitarristen handeln. Der Song brachte Michael Schenker den in der Fachpresse gelegentlich benutzten Spitznamen „Mad Axeman“ ein. Beim Konzert der 1983er-Tour, Ende Oktober im Londoner Hammersmith Odeon, wirkten bei der von Michael Schenker komponierten Rock-Hymne „Doctor Doctor“, die Scorpions-Musiker Rudolf Schenker und Klaus Meine mit. Auf dem Album Arachnophobiac gastiert Jeff Watson, der Gitarrist von Night Ranger, bei vier Titeln. Im Rahmen der 2002er Tournee wurde das MSG-Konzert für einige Songs des aus Michael Schenker, Pete Way und Jeff Martin bestehenden Trios The Plot unterbrochen.

## Diskografie

### Studioalben
| Jahr | Titel                                        | Höchstplatzierung, Gesamtwochen, AuszeichnungChartplatzierungen (Jahr, Titel, Platzierungen, Wochen, Auszeichnungen, Anmerkungen) | Höchstplatzierung, Gesamtwochen, AuszeichnungChartplatzierungen (Jahr, Titel, Platzierungen, Wochen, Auszeichnungen, Anmerkungen) | Höchstplatzierung, Gesamtwochen, AuszeichnungChartplatzierungen (Jahr, Titel, Platzierungen, Wochen, Auszeichnungen, Anmerkungen) | Höchstplatzierung, Gesamtwochen, AuszeichnungChartplatzierungen (Jahr, Titel, Platzierungen, Wochen, Auszeichnungen, Anmerkungen) | Anmerkungen |
| Jahr | Titel                                        | DE | AT | CH | UK | Anmerkungen |
| ---- | -------------------------------------------- | --- | --- | --- | --- | --- |
| 1980 | The Michael Schenker Group                   | — | — | — | UK8 (8 Wo.)UK | Remasterte Version von 2009 mit acht Bonustiteln, darunter fünf Demos von 1979 |
| 1981 | MSG                                          | — | — | — | UK14 (8 Wo.)UK | Remasterte Version von 2009 mit sieben Bonustiteln |
| 1982 | Assault Attack                               | — | — | — | UK19 (5 Wo.)UK | Japan-CD und remasterte Version von 2009 jeweils mit einem Bonustitel |
| 1983 | Built to Destroy                             | — | — | — | UK23 (5 Wo.)UK | Japan-CD mit fünf Bonustiteln; Remasterte Version von 2009 mit neun Bonustiteln; diese Bonustiteln sind der US-Mix des kompletten Albums. Offiziell : „US Version Remixed by Jack Douglas“                  |
| 1999 | The Unforgiven                               | DE92 (1 Wo.)DE | — | — | — | |
| 2021 | Immortal – Michael Schenker 50th Anniversary | DE8 (4 Wo.)DE | AT23 (1 Wo.)AT | CH8 (2 Wo.)CH | — | CD, LP und Earbook, bestehend aus der Immortal-CD sowie einem Blu-ray Disc und zwei Live-CDs des Bang-Your-Head-Headliner-Konzerts der Michael Schenker Fest-Band in Balingen/Deutschland vom 11. Juli 2019 |
| 2022 | Universal                                    | DE13 (1 Wo.)DE | AT43 (1 Wo.)AT | CH20 (3 Wo.)CH | — | CD, LP und Earbook. Veröffentlichung, am 27. Mai 2022 |

grau schraffiert: keine Chartdaten aus diesem Jahr verfügbar
Weitere Studioalben
- 1996: Written in the Sand (Enthält neue Studio-Versionen von „Into the Arena“ + „Cry for the Nations“. Kurios : „Cry for the Nations“ wird weder auf dem Cover noch im Booklet erwähnt)
- 2001: Be Aware of Scorpions (Japan-CD mit dem Bonustitel „Ride the Lightning“ der nicht vom Hauptsänger Chris Logan, sondern vom Schlagzeuger Jeff Martin gesungen und getextet wurde)
- 2003: Arachnophobiac
- 2005: Heavy Hitters (Dies ist kein offizielles MSG-Album, da Michael Schenker hier zwar in jedem Lied (nur Coverversionen) die Gitarre spielt, jedoch lediglich als Gast. Siehe auch Bemerkung oben unter der Rubrik „Phase 2“)
- 2006: Tales of Rock ’N’ Roll – Twenty-Five Years Celebration
- 2008: In the Midst of Beauty (Offiziell wurde dieses Album unter dem Bandnamen „MSG Schenker-Barden“ veröffentlicht)
- 2011: By Invitation Only (Neuauflage von „Heavy Hitters“, ergänzt um das Iron-Maiden-Cover „Run to the Hills“)

### Livealben / Kompilationen
| Jahr | Titel                                      | Höchstplatzierung, Gesamtwochen, AuszeichnungChartplatzierungen (Jahr, Titel, Platzierungen, Wochen, Auszeichnungen, Anmerkungen) | Höchstplatzierung, Gesamtwochen, AuszeichnungChartplatzierungen (Jahr, Titel, Platzierungen, Wochen, Auszeichnungen, Anmerkungen) | Anmerkungen                                                                                            |
| Jahr | Titel                                      | DE | UK | Anmerkungen                                                                                            |
| ---- | ------------------------------------------ | --- | --- | --- |
| 1982 | One Night at Budokan                       | — | UK5 Silber · (11 Wo.)UK | Remasterte CD-Version von 2009 mit diesen zwei Bonustiteln: Tales of Mystery und Cozy Powell Drum Solo |
| 1984 | Rock Will Never Die                        | DE58 (4 Wo.)DE | UK24 (5 Wo.)UK | Japan-CD und remasterte CD-Version von 2009 jeweils mit sechs Bonustiteln                              |
| 2010 | The 30th Anniversary Concert Live In Tokyo | DE81 (1 Wo.)DE | — | |

Weitere Livealben / Kompilationen
- 1992: Essential Michael Schenker Group (Enthält den vorher unveröffentlichten Titel „Don´t take it out on me“ von 1983)
- 1993: BBC Radio One Live in Concert (MSG live at Reading Rock Festival 1982)
- 1994: Armed and Ready (Best of)
- 1997: The Michael Schenker Story Live
- 1999: The Unforgiven World Tour
- 2004: World Wide Live 2004 (DVD & Audio-CD)
- 2005: Back to Attack Live (Live-Konzert von 1984)
- 2008: The Best of 1980–1984
- 2009: Walk the Stage – The Official Bootleg Box Set (Box mit vier Live-CDs aus den Jahren 1980–1982 und einer Live-DVD von 1983)
- 2010: Rockpalast: Hardrock Legends Vol. 2 (Konzert aus der Hamburger Markthalle, vom 24. Januar 1981)
- 2013: Walk the Stage: The Highlights (14 Live-Lieder von fünf verschiedenen England- und Japan-Konzerten, aus den Jahren 1980–1982)
- 2014: Original Album Series (CD-Box mit den ersten fünf Alben)
- 2022: Rock Shock (Kompilation)
- 2022: Ride on my Way (Kompilation). Ausschließlich als Vinyl-LP erhältlich.

### Singles (Auswahl)
| Jahr | Titel Album                                    | Höchstplatzierung, Gesamtwochen, AuszeichnungChartsChartplatzierungen (Jahr, Titel, Album, Platzierungen, Wochen, Auszeichnungen, Anmerkungen) | Anmerkungen |
| Jahr | Titel Album                                    | UK | Anmerkungen |
| ---- | ---------------------------------------------- | --- | ----------- |
| 1980 | Armed and Ready The Michael Schenker Group     | UK53 (3 Wo.)UK |             |
| 1980 | Cry For the Nations The Michael Schenker Group | UK56 (3 Wo.)UK |             |
| 1982 | Dancer Assault Attack                          | UK52 (3 Wo.)UK |             |

Weitere Singles
- 1980: Ready to Rock
- 2006: Revolution Mind (Für das Album Tales of Rock ’N’ Roll – Twenty-Five Years Celebration wurde dieses Lied jedoch mit einem anderen Titel, anderem Text und anderem Sänger, als auf der Single Revolution Mind, aufgenommen.)

### Musikvideos
- 1984: Rock Will Never Die (VHS) (Konzertmitschnitte aus dem Hammersmith Odeon in London/England, vom 22. und 23. Oktober 1983. Im Vergleich zur gleichnamigen LP der betreffenden Konzerte, enthält diese VHS die zwei zusätzlichen Lieder „Courvoisier Concerto“ und „Armed and Ready“. Das Titellied heißt auf dieser Video-Kassette „Dream On (Rock Will Never Die)“ anstelle von „Rock Will Never Die“ auf der Schallplatte)
- 1998: The Michael Schenker Story Live - Michael Schenker Celebrating his 25th Anniversary of Recording (Doppel-VHS, Konzert in Tokio, vom 19. März 1997)
- 1999: In the Recording Studio with Michael Schenker – The Making of the New MSG CD „The Unforgiven“ (VHS)
- 1999: In the Recording Studio with Michael Schenker – The Making of the New MSG CD „The Unforgiven“ – Part 2 (VHS)
- 2000: The Unforgiven World Tour 2000 – Live in Japan (VHS) (Obwohl lediglich unter dem Namen „Michael Schenker“ veröffentlicht, ist dies eine Aufnahme der „Michael Schenker Group“)
- 2004: World Wide Live 2004 (DVD und Audio-CD)
- 2005: Three of MSG (DVD) (Enthält die Konzerte: Rock Will Never Die aus dem Hammersmith Odeon in London/England, vom 22. Oktober 1983; Super Rock ´84 aus dem Seibu Stadium in Tokio/Japan, vom 11. August 1984 und MSG „Unplugged“ Live aus dem Anaheim Celebrity Theatre in Anaheim/USA, vom 25. März 1992)
- 2005: Doctor Schenker (DVD) (Enthält 5 Lieder des UFO-Konzerts im Roundhouse Theatre in London/England, vom 28. Dezember 1975 sowie das MSG-Rockpalast-Konzert aus der Hamburger Markthalle, vom 24. Januar 1981)
- 2005: Live in Tokyo 1997 (Enthält die Konzerte The Michael Schenker Story Live sowie eines aus dem Jahr 2000)
- 2007: Live at Wacken 2006 (Doppel-DVD) vom Wacken-Open-Air-Festival (Enthält von MSG lediglich auf der zweiten DVD das Lied Dust to Dust sowie auf der DVD 1 die angeschnittene Nummer Shadow Lady)
- 2010: Rockpalast: Hardrock Legends Vol. 2 (DVD) (Konzert aus der Hamburger Markthalle, vom 24. Januar 1981)
- 2010: The 30th Anniversary Concert Live in Tokyo (DVD) (Konzert aus dem Nakano Sun Plaza in Tokio/Japan, vom 13. Januar 2010)

## Deutschsprachige Literatur
- Lights Out … Spot an: UFO, von Martin Popoff.
- Michael Schenker Group – Official Tourbook – Tales of Rock´n´Roll World Tour 2006–2025 Years Celebration, von Herbert Chwalek, Tolga Karabagli, Andreas Jur und Jowita Kaminska; ISBN 3-939106-04-6.